# Julio Padilla
Julio Padilla Miranda (Guatemala-Stad, 13 september 1992) is een Guatemalteeks baan- en wegwielrenner. Hij is de jongere broer van wielrenner Alejandro Padilla.

## Carrière
In 2009 werd Padilla nationaal kampioen tijdrijden bij de junioren, voor Cristian Quicibal en Migel Ángel Muñoz. Op de baan veroverde hij in 2016 zilver in het omnium tijdens de Pan-Amerikaanse kampioenschappen, achter de Canadees Aidan Caves.
In april 2019 werd Padilla, achter landgenoot Manuel Rodas, tweede in de wegrit op de Centraal-Amerikaanse kampioenschappen. In oktober van dat jaar won hij de eerste etappe in de Ronde van Guatemala door de massasprint te winnen voor Alonso Gamero en Dorian Monterroso.

## Baanwielrennen

### Palmares
| Jaar | GK | P-AK   | WK | Overig |
| ---- | -- | ------ | -- | ------ |
| 2016 |    | Omnium |    |        |

## Wegwielrennen

### Overwinningen
2009
 Guatemalteeks kampioen tijdrijden, Junioren
2019
1e en 9e etappe Ronde van Guatemala
Puntenklassement Ronde van Guatemala
2020
1e etappe Ronde van Guatemala